# 우후
우후(虞候)는 한국과 중국에 존재했던 관직이다.

## 한국
조선에서 각 도의 절도사의 막료로서 절도사를 도우는 일을 맡으며 아장(亞將/副將)이라고도 불렸다.